# Fengxi (köpinghuvudort i Kina, Hubei Sheng, lat 31,88, long 109,70)
Fengxi (kinesiska: 丰溪, 丰溪镇) är en köpinghuvudort i Kina. Den ligger i provinsen Hubei, i den centrala delen av landet, omkring 460 kilometer väster om provinshuvudstaden Wuhan. Antalet invånare är 11 191. Befolkningen består av 5 052 kvinnor och 6 139 män. Barn under 15 år utgör 13,0 %, vuxna 15-64 år 75 %, och äldre över 65 år 10,0 %.
Runt Fengxi är det ganska tätbefolkat, med 96 invånare per kvadratkilometer. Fengxi är det största samhället i trakten. I omgivningarna runt Fengxi växer i huvudsak blandskog.
Genomsnittlig årsnederbörd är 1 223 millimeter. Den regnigaste månaden är september, med i genomsnitt 237 mm nederbörd, och den torraste är december, med 9 mm nederbörd.